# オデッサ・エンタテインメント
株式会社オデッサ・エンタテインメント（ODESSA ENTERTAINMENT CO.,LTD）は、2010年7月1日に中央映画貿易が東京都中央区へ設立した映画配給・映像ソフト製造販売会社。
前身である株式会社タキ・コーポレーションについても、本記事で記述する。

## 担当作品

### 実写
- バグ・ミー・テンダー 〜恋と友情の物語〜（英語版）
- アカギ 〜闇に降り立った天才〜
- 水戸黄門外伝 かげろう忍法帖
- ELECTRIC DRAGON 80000V
- 恋するブラジャー大作戦（仮）
- LOVE MY LIFE
- カオス
- ラブレター 蒼恋歌
- 海と夕陽と彼女の涙 ストロベリーフィールズ
- 取立屋本舗ベビィ
- 流星人間ゾーン
- ブレイキング・ニュース
- 永遠の片想い
- 地球防衛未亡人
- 歌ってみた 恋してみた

### アニメ
- ハッピーツリーフレンズ
- 伝説巨神イデオン
- 怪盗セイント・テール - タキ・コーポレーション時代。本来の販売元はポリグラムであり、バンダイビジュアルへ移籍されたものをさらに本社へと移籍したもの。後にタキ・コーポレーションの破綻に伴いバンダイビジュアルへと権利が戻され、NBCユニバーサル・エンターテイメントジャパンへと移された。
- 真・女神転生デビルチルドレン
- 神魂合体ゴーダンナー!! - 販売は日本ビクター。
- 超くせになりそう
- 戦闘メカ ザブングル
- ドラゴンナイト
- そらのいろ、みずのいろ
- 聖痕のクェイサー
- 太陽の牙ダグラム
- FIRESTORM
- 超音戦士ボーグマン - 東宝が発売した劇場公開作（OVA）2作のDVD版及び、続編『超音戦士ボーグマン2（セカンド）』をリリース。
- 超人学園ゴウカイザー
- ONE 〜輝く季節へ〜 - アダルトアニメ版を「チェリーリップス」レーベルにてリリース。
- ブラック・ジャック FINAL
- 妖怪アパートの幽雅な日常
- タイムトラベラー・ルーク（朝鮮語版）[広報 1]

## タキ・コーポレーション
香港や韓国などアジア各国の映画・ドラマが主力商品であるが、自己破産前は日本の映画・ドラマ・アニメもラインナップに加えていた。また、アニメの美少女フィギュアのプロデュースも行っていた。
ビクターエンタテインメント（以降、「VE社」）へ販売委託を行っていた為、2007年度下半期 - 2008年内分のアニメ作品はVE社事業再編前のJVCエンタテインメントとの共同販売、翌2009年1月以降分はフライングドッグとの共同販売を行っていた。また、自己破産時点の提供クレジット表示はVE社のレーベル表記であるflying DOGとなっていた。
2010年8月20日付で事業を停止し、自己破産。負債総額は約12億円。映像事業が同年7月1日付でオデッサ・エンタテインメントへ譲渡されると共に営業・制作・宣伝担当も同社へ転籍し、事業を続けている。

#### 広報資料・プレスリリースなど一次資料
1. ↑  “タイムトラベラー・ルーク　第1章～5章”.   オデッサ・エンタテインメント. 2022年4月6日閲覧。
2. ↑  タキ･コーポレーション開発日誌